# НФ Терра
НФ Терра (нід. SF Terra) — нідерландська наукова асоціація, яка видає однойменний журнал наукової фантастики.
1971 року асоціацію було створено з назвою «Терра» (нід. Terra). Перший номер журналу вийшов аж у липні 1972 року. У 45-му номері й наступних номерах до назви було додано абревіатуру НФ (нід. SF).
За традиціями асоціація найбільше приділяла уваги серії науково-фантастичних романів «Перрі Родан». НФ Терра спочатку був створений через пристрасть до Перрі Родан. На той час серії наукової фантастики нідерландською мовою були під загрозою зникнення з ринку Нідерландів. Завдяки підписній кампанії та петиції до видавництва було вирішено продовжити серію.
Асоціація «Терра» — це некомерційна організація, що займається популяризацією фентезі, фантастики та жахів у будь-якому форматі.
Вони роблять це, зокрема, через випуск напівпрофесійного клубного журналу (фензин) з оповіданнями, інтерв'ю (зокрема, з письменниками), статтями та рубриками, такими як останні новини, рецензії (на книги, фільми, відео та DVD), оголошення та космічні дослідження.
Крім того, вони намагаються щорічно організовувати подію, яка включає книжковий ярмарок, форуми та дискусії, іноді виставку, одного або кількох видатних осіб із жанрів НФ/Фентезі/Жахів, комп'ютерні ігри та інші різні заходи.
Також щонайменше раз на рік відбувається кіномарафон: 12 годин фільмів на великому екрані.
Кожної третьої суботи проводиться вечір зустрічей: цього вечора відбуваються різні заходи. Члени та запрошені мають можливість, наприклад, насолоджуючись напоями, познайомитися одне з одним, а також з керівництвом та редакцією, і обмінятися думками. Також показують фільми та грають в ігри. Є можливість (за власний кошт) спільно поїсти.
Існує також дочірня асоціація NCSF (Nederlands Contactcentrum voor Science Fiction), що працює як книжкова служба для членів асоціації.